# ATCvet code QG51
ATCvet code QG51 ضدعفونی‌کننده و داروهای ضدعفونت جهت استفادهٔ داخل رحمی زیرگروهی درمانی از سیستم طبقه‌بندی شیمیایی درمانی آناتومیک برای محصولات دامپزشکی است. این سیستمِ متشکل از کدهای حرفی‌عددی را سازمان جهانی بهداشت برای طبقه‌بندی داروها و سایر تولیدات پزشکی در حوزهٔ دامپزشکی ایجاد کرده است. زیرگروه QG51 جزوی از گروه آناتومیک QG دستگاه ادراری-تناسلی و هورمون‌های جنسی است.
ممکن است نسخه‌های ملی از طبقه‌بندی ATC حاوی کدهای اضافه‌ای باشند که در این فهرست (نسخهٔ سازمان جهانی بهداشت) نیامده باشند.

## QG51A ضدعفونی‌کننده و داروهای ضدعفونت جهت استفادهٔ داخل رحمی

### QG51AA Antibacterials
QG51AA01 اکسی تتراسایکلین
QG51AA02 تتراسایکلین
QG51AX03 آموکسی سیلین
QG51AA04 جنتامایسین
QG51AX05 Cefapirin
QG51AA06 ریفاکسیمین
QG51AA07 Cefquinome
QG51AA08 Chlortetracycline
QG51AA09 Formosulfathiazole

### QG51AD Antiseptics
QG51AD01 پوویدون آیوداین
QG51AD02 Policresulen
QG51AD03 پراستیک اسید
QG51AD30 Combinations of antiseptics

### QG51AG Antiinfectives and/or antiseptics, combinations for intrauterine use
QG51AG01 Procaine benzylpenicillin, dihydrostreptomycin and sulfadimidine
QG51AG02 بنزیل پنی‌سیلین, dihydrostreptomycin and sulfadimidine
QG51AG03 Tetracycline, نئومایسین and sulfadimidine
QG51AG04 آمپی‌سیلین and اگزاسیلین
QG51AG05 Ampicillin and کلوگزاسیلین
QG51AG06 اکسی تتراسایکلین and neomycin
QG51AG07 Ampicillin and کولیستین